# Lands (banda)
Lands es un grupo musical temporal creado por el productor japonés de Pop-Rock del grupo Mr. Children Takeshi Kobayashi (小林 武史 Kobayashi Takeshi?). El grupo fue creado para promocionar la película Bandage con el miembro de KAT-TUN, Jin Akanishi como líder y vocalista de la banda de ficción Natsu (ナツ?). La banda lanzó su debut con su sencillo "Bandage" el 25 de noviembre de 2009. El sencillo encabezó el Oricon con la venta de 211.000 copias en su primera semana.

## Historia
En octubre de 2008, se anunció que Jin Akanishi sería protagonista de una película titulada Bandage donde actúa como Natsu el líder y vocalista de Lands, una banda de cuatro miembros que se establece en la década de 1990. La película fue dirigida por Takeshi Kobayashi, quien también fue elegido para crear la música para la película. A principios de noviembre, se pudo constatar que Kobayashi escribió al menos cinco canciones para la película y que la banda de ficción sería la planificación de un debut en el "mundo real". En septiembre de 2009, se informó que Lands debutaba con su sencillo "Bandage". Casi un mes más tarde se confirmó que el sencillo sería lanzado el 25 de noviembre de 2009.
Tras el lanzamiento del sencillo debutó en el número uno en el Oricon single chart. La banda lanzó su primer y último álbum Olympos el 13 de enero de 2010. El álbum también debutó en el número uno en el Oricon weekly album charts con las ventas de más de 103.000 copias. El 19 de enero de 2010, el grupo ofreció un concierto titulado Lands Last Live.